# W76
La bomba nucleare W76, costruita tra il 1978 e il 1987, arma ancora oggi la testata del missile Trident che equipaggia i sottomarini Classe Ohio della US Navy e i sottomarini Classe Vanguard della Royal Navy.
La bomba W76 viene trasportata nei missili balistici Trident I e Trident II all'interno del veicolo di rientro Mk-4. Il missile balistico Trident I può trasportare fino ad 8 testate W76, mentre il Trident II con il veicolo di rientro Mk-5 può essere armato anche con le testate nucleari tipo W88.
La W76 pesa 164 kg ed ha una potenza di 100 Kilotoni.